# Horsburgh (Kokosovi otoci)
Otok Horsburgh (na malajskom, Pulo Luar ili Pulu Luar) jedan je od Kokosovih otoka. Njegova površina je 1.04 km2. U unutrašnjosti otoka na sjeveroistoku nalazi se mala laguna.

## Povijest
Obitelj Clunies-Ross je na otoku držala jelene za lov. Godine 1941., tijekom Drugog svjetskog rata, na južnoj strani otoka postavljeni su topnički položaji, a njima su upravljale cejlonske trupe. Pobuna na Kokosovim otocima započela je na ovom otoku. Topništvo cejlonskog garnizona na otoku Horsburghu pobunilo se u noći s 8. na 9. svibnja 1942. s namjerom da otoke preda Japancima. Preživjeli topovi od šest inča iz Drugog svjetskog rata navedeni su na popisu baštine Australskog Commonwealtha.
Ovaj je otok dobio ime po Jamesu Horsburghu, hidrografu Časne Istočnoindijske kompanije i autoru knjige dugog naziva "Upute za plovidbu do i iz Istočne Indije, Kine, Nove Nizozemske, Rta dobre nade i luka koje se međusobno povezuju", sastavljene uglavnom iz izvorni dnevnici i zapažanja napravljena tijekom 21 godine iskustva u plovidbi tim morima". Horsburghov imenik bio je standardno djelo za istočnjačku navigaciju u prvoj polovici 19. stoljeća, sve do istraživanja arhipelaga središnjeg Indijskog oceana Roberta Moresbyja kada su po prvi put u povijesti objavljene precizne karte atola poput Keelinga ili Cocosa.

## Vanjske poveznice
- http://www.awm.gov.au/journal/j34/cocosmutiny.htm